# گرگینه‌ها (فیلم آمریکایی ۲۰۲۴)
گرگینه‌ها (به انگلیسی: Werewolves) فیلمی محصول سال ۲۰۲۴ و به کارگردانی استیون سی میلر است. در این فیلم بازیگرانی همچون فرانک گریلو، کاترینا لاو، ایلفنش هادرا، جیمز مایکل کامینگز، لو دایموند فیلیپس، جیمز کایسون و ایان وایت ایفای نقش کرده‌اند.